# الطرش الشماليين (قصبة الطرش)
الطرش الشماليين هي إحدى مشيخات المملكة المغربية، تتبع جغرافيا لإقليم خريبكة وإداريًا لقصبة الطرش. يقدر عدد سكانها بـ 4,401 نسمة حسب الإحصاء الرسمي للسكان والسكنى لسنة 2004.